# Grób François

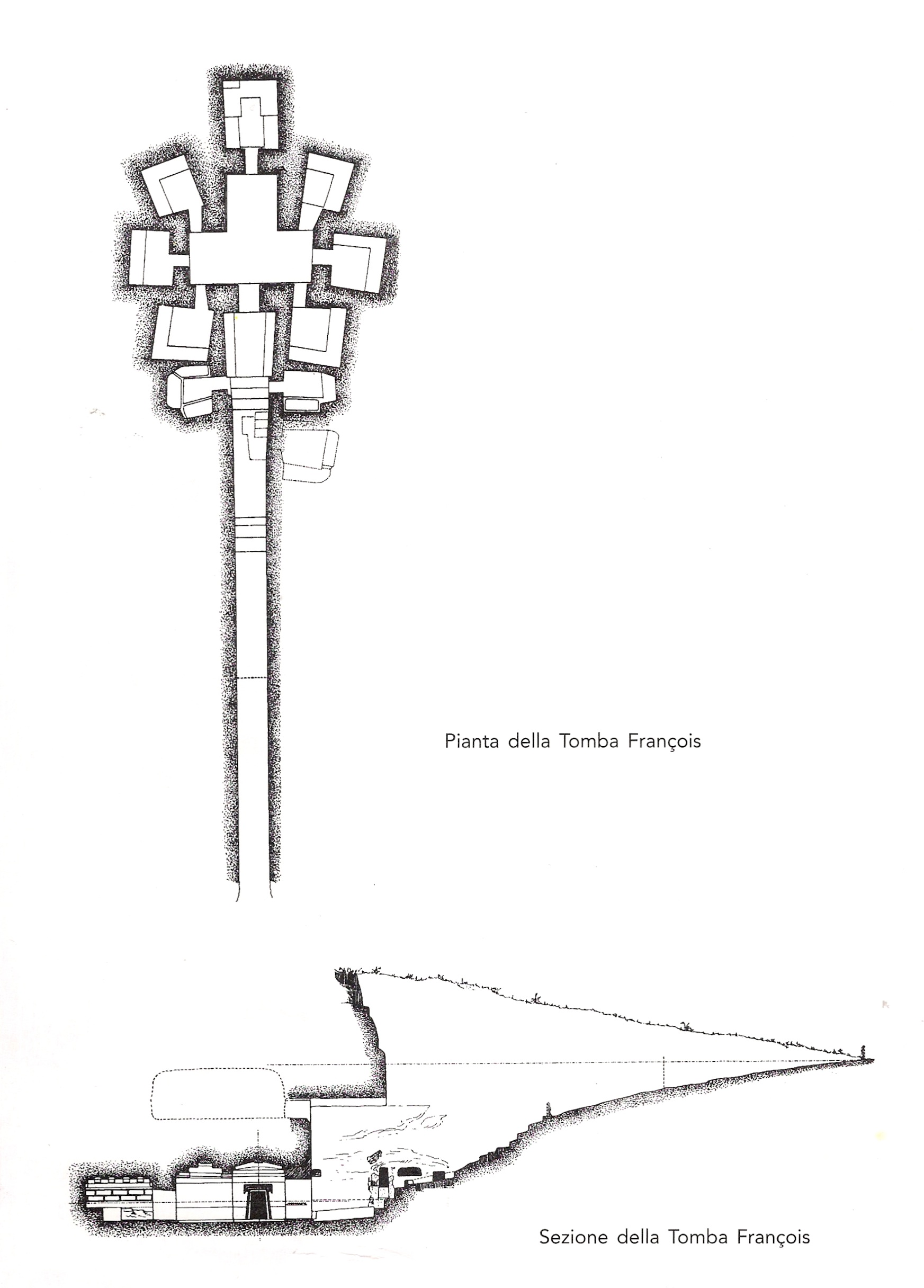
Plan grobu

Grób François – datowany na IV wiek p.n.e. etruski grób komorowy, odkryty w 1857 roku na cmentarzysku Ponte Rotto w starożytnym Vulci przez Alessandra François.
Grób składa się z długiego na 28 m dromosu, prowadzącego do westybulu z przylegającymi doń komorą główną i komorami bocznymi. Komora główna nakryta jest dwuspadowym dachem, jej ściany obłożono okładzinami imitującymi marmur. W grobowcu znajdowało się 25 szkieletów i pochówki ciałopalne, a także bogate wyposażenie w formie złotej biżuterii, kamieni szlachetnych, malowanych waz i wyrobów z brązu.
Grobowiec zdobył sobie sławę dzięki zdobiącym westybul freskom. Przedstawiono na nim ofiarę złożoną przez Achillesa z jeńców trojańskich na pogrzebie Patroklosa oraz scenę z dziejów Etrusków, w której Mastarna uwalnia Caile Vipinsa. W 1862 roku książę Alessandro Torlonia polecił zdjąć freski ze ścian i przewieźć je do Rzymu. Obecnie malowidła znajdują się w rzymskiej Willi Albani i nie są udostępniane zwiedzającym.

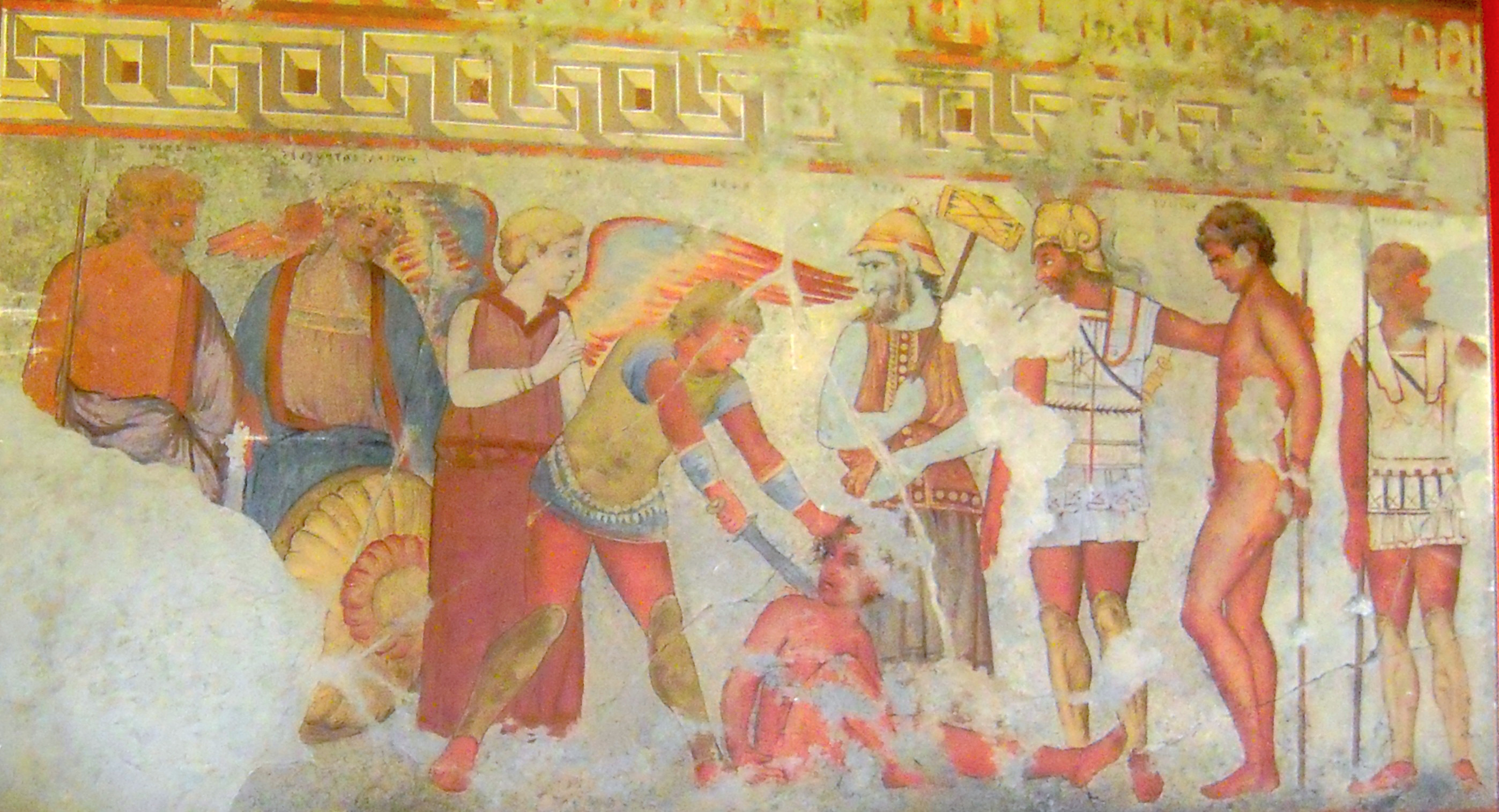
Fragment fresku z grobu François